# AGA
AGA (Advanced Graphics Architecture) — название графического чипсета, применяемого в третьем поколении классических моделей компьютера Amiga (второе поколение использовало чипсет ECS).

## История
AGA разработан в начале 1990-х годов корпорацией Commodore. Впервые был представлен в августе 1992 года. Позднее, в октябре того же года, он был представлен для модели начального уровня A1200.
В США чипсет изначально получил название AA (Advanced Architecture, также существует версия расшифровки Advanced Amiga). Впоследствии, для Европы, оно было изменено на AGA, чтобы отразить в названии значительные улучшения именно графической подсистемы (а не системы в целом), а также избежать проблем с торговой маркой. Архивная копия от 10 марта 2007 на Wayback Machine

## Описание
Чипсет AGA был разработан в 1992 г. корпорацией Commodore и значительно расширял возможности по выводу цветных изображений на Amiga 1200 и Amiga 4000. Компьютеры, построенные на базе AGA, получили возможность отображения до 262144 цветов из 24-битной палитры. Новый чипсет сохранил программную совместимость: программы, корректно написанные под старые чипсеты (OCS и ECS), полностью работоспособны на AGA.
Дальнейшее развитие получила идея HAM (Hold and Modify). В частности, появился новый режим HAM8 В отличие от предыдущего варианта HAM, в нём для модификации цвета пиксела выделялось 8 бит памяти. Это позволяло выводить на экран до 262144 цветов одновременно. Также, как и в HAM, в режиме HAM8 цвет каждого пиксела либо выбирался из заранее определённой палитры либо получался модификацией одной из RGB составляющих соседнего (слева) пиксела.
Методика HAM8 позволяла пользователям компьютера в реальном времени проигрывать специально подготовленные видеофрагменты в улучшенном (по сравнению с предыдущими версиями) качестве. Недостатками режима HAM являлись сложность его использования для векторной графики, а также возможность появления специфических искажений при воспроизведении некоторых видеофрагментов и статичных изображений.
Использование режимов чипсета AGA (в частности − HAM8) снижало требования к объёму памяти для хранения графики, а также к ёмкости и быстродействию жёсткого диска при проигрывании с него анимации. Для вывода видеофрагментов, сравнимых по качеству с аналоговым стандартом VHS, хватало обычного IDE-винчестера. В связи с этим, в 90-х годах компьютеры Amiga 1200 и Amiga 4000 с чипсетом AGA получили широкое распространение в малобюджетных телевизионных студиях. Они использовались в качестве титровальных машин, хранилищ стоп-кадров, а также как станции для производства и воспроизведения компьютерной графики.

## Использование
Чипсет AGA применялся в следующих моделях компьютера Amiga:
- Amiga 1200
- Amiga 4000
- Amiga 4000T
- Amiga CD32